# الکسیس تیبیدی (بازیکن فوتبال، زاده ۲۰۰۳)
الکسیس تیبیدی (انگلیسی: Alexis Tibidi؛ زادهٔ ۳ نوامبر ۲۰۰۳) بازیکن فوتبال اهل فرانسه است که در پست مهاجم بازی می‌کند.
وی همچنین در تیم ملی فوتبال زیر ۱۷ سال فرانسه بازی کرده‌است.